# Amityville 4
Pour les articles homonymes, voir Amityville.
Série
Amityville 3D : Le Démon Amityville : La Malédiction
Pour plus de détails, voir Fiche technique et Distribution.
Amityville 4 (Amityville 4: The Evil Escape) est un téléfilm américain réalisé par Sandor Stern, diffusé pour la première fois en 1989 à la télévision sur la chaîne NBC. En France, il est sorti directement en vidéo. C'est le 4e opus de la série Amityville.

## Synopsis
Par une nuit pluvieuse, 6 prêtres décident d'exorciser la maison d'Amityville, qui a autrefois été le théâtre de terribles meurtres. Tout semble se passer correctement.
Quelques jours plus tard, l'agence immobilière organise une vente des objets présents dans la demeure. Une femme âgée, Helen Royce, décide d'acheter une lampe. Ce qu'elle ignore c'est que la lampe est justement habitée par l'esprit de la maison, qui va alors tenter de posséder l'esprit de la jeune fille de la famille…

## Fiche technique
- Titre original : Amityville 4: The Evil Escape
- Titre français : Amityville 4 ou Amityville IV : la maison du diable
- Réalisation : Sandor Stern
- Scénario : Sandor Stern, d'après le livre Amityville: The Evil Escapes de John G. Jones
- Musique : Rick Conrad
- Direction artistique : Mark Stern
- Décors : Kandy Berley Stern
- Costumes : Jai Galati
- Photographie : Tom Richmond
- Son : Frank Hoenack et Michael Payne
- Montage : Skip Schoolnik
- Production : Barry Bernadi
  - Coproducteur : John G. Jones
  - Producteur délégué : Steve White
  - Coproducteur délégué : Sandor Stern
  - Producteur associé : Kenneth Atchity
- Sociétés de production : Steve White Productions en association avec Spectacor Films
- Distribution :  NBC (TV), Allumination Filmworks (DVD)
- Pays d'origine : États-Unis
- Langue originale : Anglais
- Format : Couleur - 1.33 : 1 - Mono
- Genre : Epouvante-Horreur
- Durée : 95 minutes
- Date de sortie[1] : 
  -  États-Unis : 12 mai 1989 (à la télévision)

## Distribution
- Patty Duke : Nancy Evans
- Jane Wyatt : Alice Leacock
- Fredric Lehne (VF : Bruno Dubernat) : Père Kibbler
- Lou Hancock : Peggy
- Brandy Gold : Jessica Evans
- Zoe Trilling : Amanda Evans (créditée sous le nom de Geri Betzler)
- Aron Eisenberg (VF : Éric Chevalier) : Brian Evans
- Norman Lloyd : Père Manfred
- Robert Alan Browne : Donald McTear
- Gloria Cromwell : Rhoda
- James Stern : Danny Read
- Peggy McCay : Helen Royce

## Commentaire

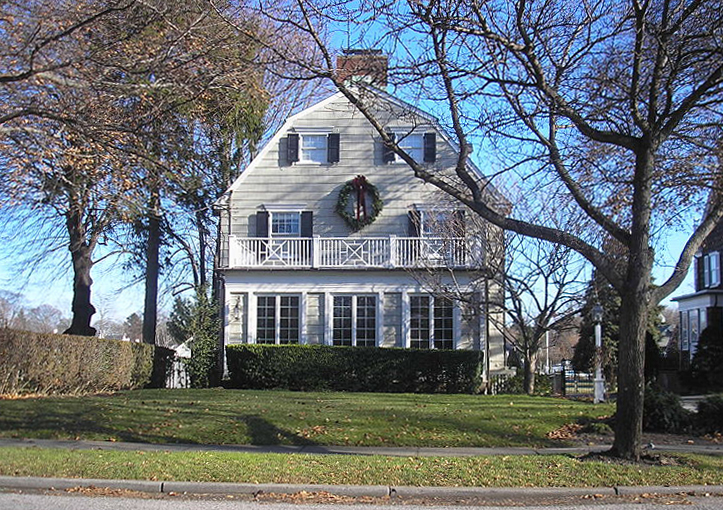
La véritable maison de l'affaire d'Amityville.

La maison choisie pour ce film est localisée au 402 M St. East, Wilmington, en Californie. Une façade a été ajoutée pour lui donner l'apparence de celle d'Amityville. Les intérieurs de cette maison ont été filmés aussi. Le reste du tournage a eu lieu à Santa Paula et Altadena.
Ce quatrième opus n'exploite que furtivement la célèbre maison dans son introduction, pour davantage se consacrer au récit d'une incarnation maléfique concentrée sur une lampe.
Réalisé pour la télévision, Amityville 4 confirme un déclin tant qualitatif que thématique de la saga qui, à l'avenir, sortira exclusivement en vidéo jusqu'à la sortie en salles du remake de 2005.